# Los Serranos
Los Serranos (Tiếng Valencian: Serrans) là một ’’comarca’’ trong tỉnh Valencia, Cộng đồng Valencian, Tây Ban Nha.

## Các đô thị bên trong
- Alcublas
- Alpuente
- Andilla
- Aras de los Olmos
- Benagéber
- Bugarra
- Calles
- Chelva
- Chulilla
- Domeño
- Gestalgar
- Higueruelas
- Losa del Obispo
- Pedralba
- Sot de Chera
- Titaguas
- Tuéjar
- Villar del Arzobispo
- La Yesa